# Samuel S. Hinds
Samuel S. Hinds, född 4 april 1875 i Brooklyn, New York, död 13 oktober 1948 i Pasadena, Kalifornien, var en amerikansk skådespelare. Hinds medverkade i över 200 filmer. Två av sina mer notabla roller gjorde han i Frank Capra-filmerna Komedien om oss människor och Livet är underbart.

## Filmografi i urval
- 1933 – Gengångaren på Berkeley Square
- 1933 – Hur ska detta sluta?
- 1933 – Unga kvinnor
- 1935 – Enskilt område
- 1935 – Spionhotellet
- 1935 – Mitt hjärta vart tog det vägen
- 1937 – Den svarta ligan
- 1937 – Förbjuden ingång
- 1938 – Komedien om oss människor
- 1938 – Vad ska en fattig flicka göra?
- 1938 – Hjältar av idag
- 1939 – Eld och lågor
- 1939 – Ingen ängel
- 1940 – En 7-sjungande flicka
- 1940 – Vårparaden
- 1941 – Blommor i skugga
- 1941 – Skogarnas dotter
- 1941 – Kärlekens bakgata
- 1942 – Guldfågeln
- 1942 – Mordet på centralen
- 1943 – Din för alltid
- 1945 – Kvinna i rött
- 1945 – Jag ger mig aldrig!
- 1946 – Livet är underbart
- 1947 – Ägget och jag
- 1949 – Stormen kommer